# Porte de Bretagne (Péronne)
La porte de Bretagne est une porte fortifiée faisant partie des anciens remparts de la ville de Péronne, au nord-est du département de la Somme.

## Historique
La porte de Bretagne avec son réseau fortifié, illustre l'aspect défensif de Péronne, place forte française et ville frontière à deux pas des possessions espagnoles jusqu'au traité des Pyrénées de 1659.
La ville de Péronne située sur la route des Flandres était protégée par des remparts depuis le Moyen Âge. Au XVIe siècle, deux portes permettaient de pénétrer dans la ville : la porte de Paris au sud et la porte Saint-Sauveur, au nord. Cette dernière nécessitant de grosses réparations, il fut décidé à la fin du XVIe siècle pour ne pas interrompre la circulation pendant les travaux, d'ouvrir une nouvelle porte dans la muraille, la porte de Bretagne, la porte Saint-Sauveur fut démolie par la suite. Les travaux durèrent de 1601 à 1606. La porte de Bretagne endommagée pendant la Grande Guerre a été restaurée dans son état du début du XVIe siècle.

## Toponymie
Le nom « porte de Bretagne » provient du « faubourg de Bretagne », quartier de Péronne appelé ainsi en souvenir des Irlandais, des « Bretons » insulaires (Anglais, Écossais, Gallois) etc. qui accompagnèrent Fursy de Péronne vers 640-645 lors de son installation à Péronne. Comme ils s’installèrent à l'extérieur de la cité, hors de l'enceinte fortifiée, le quartier prit le nom de faubourg de Bretagne ; le nom s'est ensuite transmis à la nouvelle porte de la ville qui débouchait dans ce quartier.

## Caractéristiques
La porte de Bretagne est composée de deux pavillons en brique et pierre, séparés l'un de l'autre par un espace à ciel ouvert. Sur le pavillon ouvrant sur l'extérieur des remparts, les armoiries de la ville de Péronne ont été sculptées dans la pierre. Sur le pavillon intérieur, une niche abritait autrefois une statue de la Vierge. Un pont-levis permettait de franchir la porte ou de protéger la ville en cas de danger.
La porte a été classée monument historique en 1925 ; les vestiges des fortifications qui entourent la porte de Bretagne dont le Bastion royal, des cavaliers, des demi-lunes, des chicanes construits de 1647 à 1652 ont été classés le 8 mars 1944.